# Steve Krulevitz
 (juin 2023).
Si vous disposez d'ouvrages ou d'articles de référence ou si vous connaissez des sites web de qualité traitant du thème abordé ici, merci de compléter l'article en donnant les références utiles à sa vérifiabilité et en les liant à la section « Notes et références ».
Steve Krulevitz, né le 30 mai 1951 à Baltimore, est un ancien joueur de tennis américano-israélien professionnel.

## Carrière
Il a joué en Coupe Davis avec l'équipe d'Israël entre 1978 et 1980.
Après sa carrière de joueur, il s'est lancé comme entraîneur et a notamment entraîné Jaime Yzaga, Gilad Bloom et Vincent Spadea.

## Palmarès

### Titres en double messieurs
| No | Date       | Nom et lieu du tournoi                   | Catégorie | Dotation | Surface         | Partenaire      | Finalistes                  | Score         |  |
| -- | ---------- | ---------------------------------------- | --------- | -------- | --------------- | --------------- | --------------------------- | ------------- |  |
| 1  | 12-02-1979 | Longboat Key Pro Tennis Classic Sarasota |           | 50 000 $ | Moquette (int.) | Ilie Năstase    | John James Keith Richardson | 7-6, 6-3      |  |
| 2  | 13-08-1979 | Tournoi de tennis de Stowe Stowe         |           | 75 000 $ | Dur (ext.)      | Mike Cahill     | Anand Amritraj Colin Dibley | 3-6, 6-3, 6-4 |  |
| 3  | 09-06-1980 | Tournoi de tennis de Bruxelles Bruxelles |           | 50 000 $ | Terre (ext.)    | Thierry Stevaux | Eric Fromm Cary Leeds       | 6-3, 7-5      |  |
| 4  | 06-10-1980 | Tournoi de tennis de Tel Aviv Tel Aviv   |           | 50 000 $ | Dur (ext.)      | Per Hjertquist  | Eric Fromm Cary Leeds       | 7-6, 6-3      |  |

### Finales en double messieurs
| No | Date       | Nom et lieu du tournoi                        | Catégorie | Dotation | Surface         | Vainqueurs                      | Partenaire       | Score         |  |
| -- | ---------- | --------------------------------------------- | --------- | -------- | --------------- | ------------------------------- | ---------------- | ------------- |  |
| 1  | 14-02-1976 | US National Indoor Championships Salisbury    |           | NC $     | Moquette (int.) | Fred McNair Sherwood Stewart    | Trey Waltke      | 6-3, 6-2      |  |
| 2  | 05-10-1981 | Tournoi de tennis de Tel Aviv Tel Aviv        |           | 75 000 $ | Dur (ext.)      | Steve Meister Van Winitsky      | John Feaver      | 3-6, 6-3, 6-3 |  |
| 3  | 06-06-1983 | Torneo Internazionale Citta di Venezia Venise |           | 75 000 $ | Terre (ext.)    | Francisco González Víctor Pecci | Zoltán Kuhárszky | 6-1, 6-2      |  |